# Amor sem Pausa
"Amor Sem Pausa" é uma canção da cantora e compositora brasileira Luiza Possi. Conta com participação do cantor e drag queen Grag Queen. A canção foi lançada para download digital e streaming através da Helena Produções em 9 de dezembro de 2022.

## Antecedentes e lançamento
A divulgação do single começou com publicações de Possi nas redes sociais anunciando que para celebrar seus vinte anos de carreira, a cantora disponibilizaria seu próximo single intitulado Amor Sem Pausa, que conta com a colaboração de Grag Queen. Amor Sem Pausa marca a continuação dos trabalhos do novo extended play (EP) de Possi, previsto para 2023, ainda sem nome divulgado. Iniciando uma nova era, a cantora optou por trazer uma estética voltada ao pop, e hits feitos para dançar. "Amor Sem Pausa" foi lançada para download digital e streaming em 9 de dezembro de 2022.

## Videoclipe
Dirigido por Mateus Brunette, o videoclipe foi gravado em São Paulo. Na produção, Possi e Grag surgem em um clima todo ambientado em inverno e verão, ilustrando nitidamente o que cantam no verso "Noite gelada, mas eu acordo quente de janela embaçada". O videoclipe teve sua estreia uma semana após o lançamento da canção das plataformas digitais.

## Apresentações ao vivo
Possi apresentou "Amor Sem Pausa" pela primeira vez no Caldeirão com Mion em 7 de janeiro de 2023.

## Faixas e formatos
| Download digital / streaming |                  |         |  |
| N.º                          | Título           | Duração |  |
| 1.                           | "Amor Sem Pausa" | 2:57    |  |

## Histórico de lançamento
| Região | Data                  | Formato(s)                 | Gravadora(s)     | Ref.  |
| ------ | --------------------- | -------------------------- | ---------------- | ----- |
| Várias | 9 de dezembro de 2022 | Download digital streaming | Helena Produções | [ 6 ] |